# Slaget vid Prag (1648)
Slaget vid Prag ägde rum 1648 och var den sista bataljen under trettioåriga kriget. General Hans Christoff Königsmarck, som var Sveriges fältmarskalklöjtnant, tågade in i staden och intog Pragborgen väster om Vltavafloden. Svenskarna försökte inta Gamla staden öster om floden, men hindrades vid Karlsbron.

## Bakgrund
Königsmarck hade sökt efter en möjlighet att komma i besittning av Prag, Böhmens huvudstad, genom överrumpling. För ett öppet angrepp på den starkt befästa staden hade han nämligen inte tillräckligt med folk. Då erbjöd sig en tysk överstelöjtnant vid namn Ernst Odowalsky, som i harm över ett löftesbrott från kejsarens sida hade gått över i svensk tjänst, att visa Königsmarck vägen.

## Slaget
Vid nattens inbrott den 27 juli 1648 ryckte ett par tusen svenskar med den tyske överlöparen i spetsen mot den så kallade Lilla sidan av staden, som låg på västra stranden av Vltava, övermannade vakten och sprängde stadsporten. Efter en kort kamp med de yrvakna borgarna bemäktigade de sig hela stadsdelen, där det kejserliga slottet samt en mängd adelspalats och kloster gav dem ett rikt byte. Under två dagar genomfördes plundringen enligt en välutvecklad plan, och det resulterade i en betydande skatt.
Vid budskapet om Lilla sidans erövring vidtog borgerskapet i det egentliga Prag, på andra flodstranden, energiska försvarsåtgärder. Det berömda gotiska brotornet vid östra ändan Karlsbron bemannades med några hundra studenter, anförda av en jesuitprofessor. Borgarna fick understöd av den kejserliga armén.
Belägringen av Prag pågick ännu när underrättelse kom om att fred var sluten, den westfaliska freden.

## Plundrade skatterna
Många av skatterna som samlats av Rudolf II (som Silverbibeln och Djävulsbibeln) fördes till Sverige, och en stor del av bytet hamnade på Drottningholms slott.
Drottning Kristina tog med sig de mest värdefulla böckerna till Rom när hon abdikerade.
En stor del av krigsbytet som förblev i Sverige förstördes senare i olika bränder, medan andra böcker såldes på bokauktioner under 1700-talet. En del skatterna har överlevt och finns idag främst på Kungliga biblioteket samt på universitetsbiblioteken i Uppsala och Lund.

## I kulturen
Belägringen av Prag är ämne för låten 1648 på det svenska metalbandet Sabatons album Carolus Rex (2012).